# SK Slavia Praha – juniorský tým 2013/2014
Tento článek se podrobně zabývá sestavou a zápasy juniorského týmu SK Slavia Praha v sezoně 2013/ 14. Celkově se jedná o druhou sezonu v historii Juniorky Slavie, jelikož dříve plnil roli rezervního týmu "B-tým". Slavia v minulé, historicky první, sezoně 2012/13 obsadila druhou pozici, kterou tak v této sezoně obhajovala. V konkurenci dalších 20 týmů tento ročník Juniorské ligy vyhrála.
Trenérem juniorského týmu byl Daniel Šmejkal, který do funkce nastoupil v letní přestávce. Ve funkci nahradil dočasného trenéra Milana Titěru, který ji v závěru předchozí sezony převzal od Michala Petrouše, jenž se přesunul na post trenéra "A-týmu".

## Podrobný popis sezony

### Podzimní část sezony
V letní pauze byl na post trenéra týmu jmenován Daniel Šmejkal. Bývalý reprezentační hráč nahradil v této funkci Milana Tintěru. Ten se ze svého záskoku vrátil k mladším hráčům Slavie.
Po minulé sezóně kádr opustila řada hráčů. Někteří kvůli vysokému věku kádr opustit museli, jiní získali angažmá u seniorských týmů. Jako první opustil tým kapitán Jan Mikula, který odešel na roční hostování do FC Vysočina Jihlava (Gambrinus liga). Dalším, kdo odešel na hostování byl Marek Červenka, a to do FK Viktoria Žižkov (FNL). Dále tým opustili hráči loňského kádru Marek Šittich, Petr Růžička, Jakub Sudek a Radomír Synek. Do "A-týmu" Slavie pak byli přeřazeni Viktor Šimeček, Petr Kolařík, Josef Bazal a Jiří Vondráček, kteří však v případě splnění kvót mohou v Juniorce nadále nastupovat.
Kádr byl doplněn o hráče z mladších kategorií.
V prvním kole Juniorské ligy nastoupil tým proti mistrovskému týmu FC Zbrojovka Brno a zvítězil nad ním v poměru 2–0. Poté následovaly dvě porážky od týmů FK Varnsdorf (0–2) a AC Sparta Praha (2–3). Ve 4. kole čekal na Slavii volný los.
V 9. kole tým zvítězil 4–0 nad FK Baumit Jablonec a dvougólový střelec Václav Prošek byl vyhlášen nejlepším hráčem celého 9. kola. Jeho tým se v tabulce po dvou vítězstvích v řadě posunul na 13. místo.

## Klub

### Realizační tým
Svoji první sezonu na lavičce Juniorky působil v pozici hlavního trenéra Daniel Šmejkal.
| Post             | Jméno           |
| ---------------- | --------------- |
| Hlavní trenér    | Daniel Šmejkal  |
| Asistent trenéra | Jan Bauer       |
| Trenér brankářů  | Luboš Přibyl    |
| Vedoucí mužstva  | Petr Rak        |
| Kondiční trenér  | Jan Budějský    |
| Kustod           | Jaroslav Fousek |
| Masér            | Jan Černý       |

### Sada dresů
Juniorský tým používá stejné sady dresů jako "A-tým" Slavie. Reklama na nich je v této kategorii zakázaná.
- Výrobce: Umbro

## Soupiska

### Juniorský tým
| # | Pozice | Hráč              |
| - | ------ | ----------------- |
| 1 | B      | Karel Hrubeš      |
|   | B      | Josef Řehák       |
|   | O      | Marek Čepelák     |
| 6 | O      | Jakub Mac         |
|   | O      | Ondřej Bejbl      |
|   | O      | Petr Kolařík      |
|   | O      | Matúš Čonka       |
|   | O      | Milan Bortel      |
| 6 | Z      | Nikolas Salašovič |

| # | Pozice | Hráč            |
| - | ------ | --------------- |
| 7 | Z      | David Smolák    |
|   | Z      | Miroslav Verner |
|   | Z      | Jan Prosek      |
|   | Z      | Tomáš Frejlach  |
|   | Z      | Viktor Šimeček  |
|   | Ú      | Jakub Zámečník  |
|   | Ú      | František Liška |
|   | Ú      | Jan Peterka     |
|   | Ú      | Jiří Vondráček  |

### Změny v kádru v letním přestupovém období 2013
| Číslo | Pozice | Nár.  | Hráč              | Věk | Odkud přišel        | Do roku | Typ                | Cena               | Zdroj                |
| ----- | ------ | ----- | ----------------- | --- | ------------------- | ------- | ------------------ | ------------------ | -------------------- |
| 12    | Ú      | Česko | Pavel Vyhnal      | 23  | Bohemians 1905      | —       | návrat z hostování | návrat z hostování |                      |
|       | Z      | Česko | Daniel Poběrežský |     | SK Union Čelákovice | 2014    | hostování ½ roku   | hostování ½ roku   | slavistickenoviny.cz |

| Číslo | Pozice | Nár.      | Hráč            | Věk |
| ----- | ------ | --------- | --------------- | --- |
|       | B      | Česko     | Josef Řehák     | 18  |
|       | O      | Česko     | Ondřej Bejbl    |     |
|       | Z      | Slovensko | Denis Duga      | 18  |
|       | Z      | Česko     | Miroslav Verner | 18  |
|       | Ú      | Česko     | František Liška | 19  |
|       | Ú      | Česko     | Jan Peterka     | 19  |

| Číslo | Pozice | Nár.  | Hráč           | Věk |
| ----- | ------ | ----- | -------------- | --- |
| 13    | Z      | Česko | Viktor Šimeček | 19  |
| 2     | O      | Česko | Petr Kolařík   | 22  |
| 24    | Z      | Česko | Josef Bazal    | 19  |
| 22    | Ú      | Česko | Jiří Vondráček | 20  |

| Číslo | Pozice | Nár.  | Hráč              | Věk | Kam odešel          | Typ              | Cena          | Zdroj     |
| ----- | ------ | ----- | ----------------- | --- | ------------------- | ---------------- | ------------- | --------- |
| 2     | O      | Česko | Jan Mikula        | 21  | FC Vysočina Jihlava | hostování 1 rok  | —             | slavia.cz |
| 10    | Ú      | Česko | Marek Červenka    | 20  | FK Viktoria Žižkov  | hostování ½ roku | —             | slavia.cz |
| 22    | B      | Česko | Patrik Malina     | 21  | FK Neratovice       | hostování 1 rok  | —             |           |
| 7     | Z      | Česko | Marek Šittich     | 20  | FK TJ Štěchovice    | přestup          | —             |           |
| 12    | Z      | Česko | David Červený     | 19  | FK Slavoj Vyšehrad  |                  | —             | slavia.cz |
| 16    | Z      | Česko | Kristian Hudeczek | 19  | FC Hlučín           | přestup          | —             | denik.cz  |
|       | Z      | Česko | Lukáš Malcharek   | 20  | FC Hlučín           | přestup          | —             | denik.cz  |
|       | Ú      | Česko | Petr Růžička      | 20  | SK Kladno           | hostování        | —             | FAČR      |
|       | Ú      | Česko | Radomír Synek     | 20  | konec kariéry       | konec kariéry    | konec kariéry | FAČR      |
| 2     | O      | Česko | Jakub Pachl       | 19  | FK Česká Třebová    |                  | —             | slavia.cz |
|       | O      | Česko | Ladislav Brůžek ‡ |     | FK Admira Praha     | hostování 1 rok  | —             | slavia.cz |
|       | Ú      | Česko | Filip Žák ‡       |     | FK TJ Štěchovice    | přestup          | —             | slavia.cz |
|       | Z      | Česko | Jan Jílek ‡       |     | FC Zličín           |                  | —             | slavia.cz |

| Pozice | Nár.  | Hráč            | Věk | Odkud přišel       | Typ     | Kam odešel         | Zdroj     |
| ------ | ----- | --------------- | --- | ------------------ | ------- | ------------------ | --------- |
| Ú      | Česko | Matěj Paprčiak  | 22  | FK Králův Dvůr     | přestup | FK Viktoria Žižkov | slavia.cz |
| Ú      | Česko | Jakub Ptáček    | 23  | FC Hlučín          | přestup | FC Hlučín          | denik.cz  |
| O      | Česko | Jakub Sudek     | 21  | FC Graffin Vlašim  | přestup | Bohemians Praha    |           |
| O      | Česko | Jakub Šimkovský | 21  | SK Horní Měcholupy | přestup | Roudnice n. L.     |           |

Poznámky:  —  = nezveřejněno (dohoda mezi kluby),  †  = odhadovaná cena,  +  = opce na prodloužení smlouvy,  ‡  = hráč už v minulém ročníku nenastupoval

### Změny v kádru v zimním přestupovém období 2014
| Číslo | Pozice | Nár.  | Hráč           | Věk | Odkud přišel       | Do roku            | Typ                | Cena               | Zdroj                |
| ----- | ------ | ----- | -------------- | --- | ------------------ | ------------------ | ------------------ | ------------------ | -------------------- |
| 10    | Ú      | Česko | Marek Červenka | 21  | FK Viktoria Žižkov | návrat z hostování | návrat z hostování | návrat z hostování | slavistickenoviny.cz |

| Číslo | Pozice | Nár.  | Hráč       | Věk |
| ----- | ------ | ----- | ---------- | --- |
|       | Z      | Česko | Jan Prosek | 19  |

| Číslo | Pozice | Nár.  | Hráč           | Věk |
| ----- | ------ | ----- | -------------- | --- |
|       | Z      | Česko | Robert Hrubý   | 19  |
|       | Ú      | Česko | Pavel Vyhnal   | 23  |
|       | Ú      | Česko | Jiří Sodoma    | 19  |
| 10    | Ú      | Česko | Marek Červenka | 19  |

| Číslo | Pozice | Nár.      | Hráč           | Věk |
| ----- | ------ | --------- | -------------- | --- |
| 3     | O      | Slovensko | Milan Bortel   | 26  |
| 19    | O      | Slovensko | Matúš Čonka    | 23  |
|       | Ú      | Česko     | Tomáš Frejlach | 28  |

| Číslo | Pozice | Nár.      | Hráč              | Věk | Kam odešel          | Typ              | Cena            | Zdroj                |
| ----- | ------ | --------- | ----------------- | --- | ------------------- | ---------------- | --------------- | -------------------- |
|       | Z      | Česko     | Daniel Poběrežský |     | SK Union Čelákovice | konec hostování  | konec hostování |                      |
|       | Z      | Slovensko | Denis Duga        | 19  | Spartak Myjava      | hostování ½ roku | —               | slavistickenoviny.cz |
|       | O      | Česko     | Jan Zákostelský   | 22  | SK Benešov          | konec smlouvy    | konec smlouvy   | slavistickenoviny.cz |
|       | O      | Česko     | Ondřej Herc       | 20  | FK Admira Praha     | konec smlouvy    | konec smlouvy   | slavistickenoviny.cz |
|       | Z      | Česko     | Daniel Veselý     | 21  | FK Baník Most 1909  | hostování        | —               | slavistickenoviny.cz |

| Pozice | Nár.  | Hráč         | Věk | Odkud přišel | Typ       | Kam odešel        | Zdroj |
| ------ | ----- | ------------ | --- | ------------ | --------- | ----------------- | ----- |
| Ú      | Česko | Petr Růžička | 21  | SK Kladno    | hostování | FK Ústí nad Labem | FAČR  |

Poznámky:  —  = nezveřejněno (dohoda mezi kluby),  †  = odhadovaná cena,  +  = opce na prodloužení smlouvy

## Hráčské statistiky

### Střelecká listina
| Poz. | Nár.  | Hráč            | Góly | Poz.   | Nár.      | Hráč                | Góly |
| ---- | ----- | --------------- | ---- | ------ | --------- | ------------------- | ---- |
| Ú    | Česko | Václav Prošek   | 10   | Z      | Česko     | Nikolas Salašovič   | 2    |
| Ú    | Česko | Jiří Vondráček  | 10   | O      | Česko     | David Smolák        | 2    |
| Ú    | Česko | Pavel Vyhnal    | 8    | Ú      | Slovensko | Dávid Škutka        | 2    |
| Ú    | Česko | Jan Peterka     | 7    | Z      | Česko     | Marek Čepelák       | 1    |
| Ú    | Česko | Jakub Zámečník  | 7    | Z      | Slovensko | Denis Duga          | 1    |
| Ú    | Česko | Jiří Sodoma±    | 6    | Ú      | Švýcarsko | Guy Roger Eschmann± | 1    |
| Z    | Česko | Miroslav Verner | 6    | Ú      | Česko     | Martin Fenin†       | 1    |
| Z    | Česko | Josef Bazal     | 5    | O      | Česko     | Ondřej Herc         | 1    |
| Ú    | Česko | Marek Červenka  | 5    | Z      | Česko     | Martin Hurka        | 1    |
| Z    | Česko | František Liška | 5    | Z      | Česko     | Štěpán Koreš†       | 1    |
| Z    | Česko | Robert Hrubý    | 4    | Z      | Česko     | Mario Lička         | 1    |
| O    | Česko | Petr Kolařík    | 4    | Z      | Česko     | Daniel Poběrežský   | 1    |
| Z    | Česko | Viktor Šimeček  | 4    | Ú      | Česko     | Jan Prosek          | 1    |
| O    | Česko | Jakub Mac       | 3    | O      | Česko     | Tomáš Souček        | 1    |
| O    | Česko | Ondřej Bejbl    | 2    | Celkem | Celkem    | Celkem              | 103  |

Poslední úprava: konec ročníku.

Vysvětlivky: † = odehrál pouze podzimní část, ± = odehrál pouze jarní část.

### Účast hráčů z A-týmu
Podle oficiálních pravidel smí do utkání nastoupit dva hráči ze soupisky "A-týmu".
| Hráč             | 1                   | 2 | 3 | 4         | 5                   | 6                   | 7                   | 8                   | 9                   | 10                  | 11                  | 12                  | 13                  | 14                  | 15                  | 16                  | 17                  | 18                  | 19                  | 20                  | 21                  | 22                  | 23                  | 24        | 25                  | 26                  | 27                  | 28                  | 29                  | 30                  | 31                  | 32                  | 33                  | 34                  | 35                  | 36                  | 37                  | 38                  | 39                  | 40                  | 41                  | 42                  |
| ---------------- | ------------------- | - | - | --------- | ------------------- | ------------------- | ------------------- | ------------------- | ------------------- | ------------------- | ------------------- | ------------------- | ------------------- | ------------------- | ------------------- | ------------------- | ------------------- | ------------------- | ------------------- | ------------------- | ------------------- | ------------------- | ------------------- | --------- | ------------------- | ------------------- | ------------------- | ------------------- | ------------------- | ------------------- | ------------------- | ------------------- | ------------------- | ------------------- | ------------------- | ------------------- | ------------------- | ------------------- | ------------------- | ------------------- | ------------------- | ------------------- |
| Josef Bazal      |                     |   |   | v o l n o | 1                   |                     |                     |                     |                     |                     |                     |                     |                     |                     | 2                   | 1                   |                     |                     |                     |                     |                     | 1                   |                     | v o l n o | Nebyl členem A-týmu | Nebyl členem A-týmu | Nebyl členem A-týmu | Nebyl členem A-týmu | Nebyl členem A-týmu | Nebyl členem A-týmu | Nebyl členem A-týmu | Nebyl členem A-týmu | Nebyl členem A-týmu | Nebyl členem A-týmu | Nebyl členem A-týmu | Nebyl členem A-týmu | Nebyl členem A-týmu | Nebyl členem A-týmu | Nebyl členem A-týmu | Nebyl členem A-týmu | Nebyl členem A-týmu | Nebyl členem A-týmu |
| Milan Bortel     |                     |   |   | v o l n o |                     |                     |                     |                     |                     |                     |                     |                     |                     |                     |                     |                     |                     |                     |                     |                     |                     |                     |                     | v o l n o | Nebyl členem A-týmu | Nebyl členem A-týmu | Nebyl členem A-týmu | Nebyl členem A-týmu | Nebyl členem A-týmu | Nebyl členem A-týmu | Nebyl členem A-týmu | Nebyl členem A-týmu | Nebyl členem A-týmu | Nebyl členem A-týmu | Nebyl členem A-týmu | Nebyl členem A-týmu | Nebyl členem A-týmu | Nebyl členem A-týmu | Nebyl členem A-týmu | Nebyl členem A-týmu | Nebyl členem A-týmu | Nebyl členem A-týmu |
| Marek Červenka   |                     |   |   | v o l n o | Nebyl členem A-týmu | Nebyl členem A-týmu | Nebyl členem A-týmu | Nebyl členem A-týmu | Nebyl členem A-týmu | Nebyl členem A-týmu | Nebyl členem A-týmu | Nebyl členem A-týmu | Nebyl členem A-týmu | Nebyl členem A-týmu | Nebyl členem A-týmu | Nebyl členem A-týmu | Nebyl členem A-týmu | Nebyl členem A-týmu | Nebyl členem A-týmu | Nebyl členem A-týmu | Nebyl členem A-týmu | Nebyl členem A-týmu | Nebyl členem A-týmu | v o l n o |                     | 1                   |                     |                     |                     | 2                   |                     | 2                   |                     |                     |                     |                     |                     |                     |                     |                     |                     |                     |
| Matúš Čonka      |                     |   |   | v o l n o |                     |                     |                     |                     |                     |                     |                     |                     |                     |                     |                     |                     |                     |                     |                     |                     |                     |                     |                     | v o l n o | Nebyl členem A-týmu | Nebyl členem A-týmu | Nebyl členem A-týmu | Nebyl členem A-týmu | Nebyl členem A-týmu | Nebyl členem A-týmu | Nebyl členem A-týmu | Nebyl členem A-týmu | Nebyl členem A-týmu | Nebyl členem A-týmu | Nebyl členem A-týmu | Nebyl členem A-týmu | Nebyl členem A-týmu | Nebyl členem A-týmu | Nebyl členem A-týmu | Nebyl členem A-týmu | Nebyl členem A-týmu | Nebyl členem A-týmu |
| Martin Dobrotka  |                     |   |   | v o l n o |                     |                     |                     |                     |                     |                     |                     |                     |                     |                     |                     |                     |                     |                     |                     |                     |                     |                     |                     | v o l n o |                     |                     |                     |                     |                     |                     |                     |                     |                     |                     |                     |                     |                     |                     |                     |                     |                     |                     |
| Martin Dostál    |                     |   |   | v o l n o |                     |                     |                     |                     |                     |                     |                     |                     |                     |                     |                     |                     |                     |                     |                     |                     |                     |                     |                     | v o l n o |                     |                     |                     |                     |                     |                     |                     |                     |                     |                     |                     |                     |                     |                     |                     |                     |                     |                     |
| G. R. Eschmann   |                     |   |   | v o l n o | Nebyl členem A-týmu | Nebyl členem A-týmu | Nebyl členem A-týmu | Nebyl členem A-týmu | Nebyl členem A-týmu | Nebyl členem A-týmu | Nebyl členem A-týmu | Nebyl členem A-týmu | Nebyl členem A-týmu | Nebyl členem A-týmu | Nebyl členem A-týmu | Nebyl členem A-týmu | Nebyl členem A-týmu | Nebyl členem A-týmu | Nebyl členem A-týmu | Nebyl členem A-týmu | Nebyl členem A-týmu | Nebyl členem A-týmu | Nebyl členem A-týmu | v o l n o |                     |                     |                     |                     |                     |                     |                     |                     |                     |                     |                     | 1                   |                     |                     |                     |                     |                     |                     |
| Martin Fenin     |                     |   |   | v o l n o |                     |                     |                     |                     |                     |                     |                     | 1                   |                     |                     |                     |                     |                     |                     |                     |                     |                     |                     |                     | v o l n o | Nebyl členem A-týmu | Nebyl členem A-týmu | Nebyl členem A-týmu | Nebyl členem A-týmu | Nebyl členem A-týmu | Nebyl členem A-týmu | Nebyl členem A-týmu | Nebyl členem A-týmu | Nebyl členem A-týmu | Nebyl členem A-týmu | Nebyl členem A-týmu | Nebyl členem A-týmu | Nebyl členem A-týmu | Nebyl členem A-týmu | Nebyl členem A-týmu | Nebyl členem A-týmu | Nebyl členem A-týmu | Nebyl členem A-týmu |
| Marcel Gecov     |                     |   |   | v o l n o |                     |                     |                     |                     |                     |                     |                     |                     |                     |                     |                     |                     |                     |                     |                     |                     |                     |                     |                     | v o l n o |                     |                     |                     |                     |                     |                     |                     |                     |                     |                     |                     |                     |                     |                     |                     |                     |                     |                     |
| Karel Hrubeš     | Neproměněná penalta |   |   | v o l n o |                     |                     |                     |                     | Neproměněná penalta |                     |                     |                     |                     |                     |                     |                     |                     |                     |                     |                     |                     |                     |                     | v o l n o | Nebyl členem A-týmu | Nebyl členem A-týmu | Nebyl členem A-týmu | Nebyl členem A-týmu | Nebyl členem A-týmu | Nebyl členem A-týmu | Nebyl členem A-týmu | Nebyl členem A-týmu | Nebyl členem A-týmu | Nebyl členem A-týmu | Nebyl členem A-týmu | Nebyl členem A-týmu | Nebyl členem A-týmu | Nebyl členem A-týmu | Nebyl členem A-týmu | Nebyl členem A-týmu | Nebyl členem A-týmu | Nebyl členem A-týmu |
| Martin Hurka     |                     |   |   | v o l n o |                     |                     |                     |                     |                     |                     |                     |                     |                     |                     |                     |                     |                     |                     |                     |                     | 1                   |                     |                     | v o l n o | Nebyl členem A-týmu | Nebyl členem A-týmu | Nebyl členem A-týmu | Nebyl členem A-týmu | Nebyl členem A-týmu | Nebyl členem A-týmu | Nebyl členem A-týmu | Nebyl členem A-týmu | Nebyl členem A-týmu | Nebyl členem A-týmu | Nebyl členem A-týmu | Nebyl členem A-týmu | Nebyl členem A-týmu | Nebyl členem A-týmu | Nebyl členem A-týmu | Nebyl členem A-týmu | Nebyl členem A-týmu | Nebyl členem A-týmu |
| Petr Kolařík     |                     |   |   | v o l n o |                     |                     |                     | 1                   |                     |                     |                     |                     |                     | 1                   |                     |                     |                     |                     | 1                   |                     |                     |                     |                     | v o l n o | Nebyl členem A-týmu | Nebyl členem A-týmu | Nebyl členem A-týmu | Nebyl členem A-týmu | Nebyl členem A-týmu | Nebyl členem A-týmu | Nebyl členem A-týmu | Nebyl členem A-týmu | Nebyl členem A-týmu | Nebyl členem A-týmu | Nebyl členem A-týmu | Nebyl členem A-týmu | Nebyl členem A-týmu | Nebyl členem A-týmu | Nebyl členem A-týmu | Nebyl členem A-týmu | Nebyl členem A-týmu | Nebyl členem A-týmu |
| Štěpán Koreš     |                     |   |   | v o l n o |                     |                     |                     |                     |                     |                     |                     |                     | 1                   |                     |                     |                     |                     |                     |                     |                     |                     |                     |                     | v o l n o | Nebyl členem A-týmu | Nebyl členem A-týmu | Nebyl členem A-týmu | Nebyl členem A-týmu | Nebyl členem A-týmu | Nebyl členem A-týmu | Nebyl členem A-týmu | Nebyl členem A-týmu | Nebyl členem A-týmu | Nebyl členem A-týmu | Nebyl členem A-týmu | Nebyl členem A-týmu | Nebyl členem A-týmu | Nebyl členem A-týmu | Nebyl členem A-týmu | Nebyl členem A-týmu | Nebyl členem A-týmu | Nebyl členem A-týmu |
| Mario Lička      |                     |   |   | v o l n o |                     |                     |                     |                     |                     |                     |                     | 1                   |                     |                     |                     |                     |                     |                     |                     |                     |                     |                     |                     | v o l n o |                     |                     |                     |                     |                     |                     |                     |                     |                     |                     |                     |                     |                     |                     |                     |                     |                     |                     |
| Joseph Mensah    |                     |   |   | v o l n o | Nebyl členem A-týmu | Nebyl členem A-týmu | Nebyl členem A-týmu | Nebyl členem A-týmu | Nebyl členem A-týmu | Nebyl členem A-týmu | Nebyl členem A-týmu | Nebyl členem A-týmu | Nebyl členem A-týmu | Nebyl členem A-týmu | Nebyl členem A-týmu | Nebyl členem A-týmu | Nebyl členem A-týmu | Nebyl členem A-týmu | Nebyl členem A-týmu | Nebyl členem A-týmu | Nebyl členem A-týmu | Nebyl členem A-týmu | Nebyl členem A-týmu | v o l n o |                     |                     |                     |                     |                     |                     |                     |                     |                     |                     |                     |                     |                     |                     |                     |                     |                     |                     |
| Fernando Neves   |                     |   |   | v o l n o |                     |                     |                     |                     |                     |                     |                     |                     |                     |                     |                     |                     |                     |                     |                     |                     |                     |                     |                     | v o l n o |                     |                     |                     |                     |                     |                     |                     |                     |                     |                     |                     |                     |                     |                     |                     |                     |                     |                     |
| Milan Nitrianský |                     |   |   | v o l n o |                     |                     |                     |                     |                     |                     |                     |                     |                     |                     |                     |                     |                     |                     |                     |                     |                     |                     |                     | v o l n o |                     |                     |                     |                     |                     |                     |                     |                     |                     |                     |                     |                     |                     |                     |                     |                     |                     |                     |
| Václav Prošek    |                     |   |   | v o l n o |                     |                     |                     |                     |                     |                     |                     |                     |                     |                     |                     |                     |                     |                     |                     |                     |                     |                     |                     | v o l n o |                     |                     |                     |                     |                     |                     |                     |                     |                     |                     |                     |                     | 3                   |                     |                     |                     |                     |                     |
| Matej Rakovan    |                     |   |   | v o l n o |                     |                     |                     |                     |                     |                     |                     |                     |                     |                     |                     |                     |                     |                     |                     |                     |                     |                     |                     | v o l n o |                     |                     |                     |                     |                     |                     | Neproměněná penalta |                     |                     |                     |                     |                     |                     |                     |                     |                     |                     |                     |
| Jiří Sodoma      |                     |   |   | v o l n o | Nebyl členem A-týmu | Nebyl členem A-týmu | Nebyl členem A-týmu | Nebyl členem A-týmu | Nebyl členem A-týmu | Nebyl členem A-týmu | Nebyl členem A-týmu | Nebyl členem A-týmu | Nebyl členem A-týmu | Nebyl členem A-týmu | Nebyl členem A-týmu | Nebyl členem A-týmu | Nebyl členem A-týmu | Nebyl členem A-týmu | Nebyl členem A-týmu | Nebyl členem A-týmu | Nebyl členem A-týmu | Nebyl členem A-týmu | Nebyl členem A-týmu | v o l n o |                     |                     |                     | 1                   |                     |                     |                     | 1                   |                     |                     |                     |                     |                     |                     |                     | 2                   | 2                   |                     |
| Tomáš Souček     |                     |   |   | v o l n o | Nebyl členem A-týmu | Nebyl členem A-týmu | Nebyl členem A-týmu | Nebyl členem A-týmu | Nebyl členem A-týmu | Nebyl členem A-týmu | Nebyl členem A-týmu | Nebyl členem A-týmu | Nebyl členem A-týmu | Nebyl členem A-týmu | Nebyl členem A-týmu | Nebyl členem A-týmu | Nebyl členem A-týmu | Nebyl členem A-týmu | Nebyl členem A-týmu | Nebyl členem A-týmu | Nebyl členem A-týmu | Nebyl členem A-týmu | Nebyl členem A-týmu | v o l n o |                     |                     |                     | 1                   |                     |                     |                     |                     |                     |                     |                     |                     |                     |                     |                     |                     |                     |                     |
| Viktor Šimeček   |                     |   |   | v o l n o |                     |                     |                     |                     |                     |                     |                     |                     |                     |                     |                     |                     |                     |                     |                     |                     |                     |                     |                     | v o l n o | Nebyl členem A-týmu | Nebyl členem A-týmu | Nebyl členem A-týmu | Nebyl členem A-týmu | Nebyl členem A-týmu | Nebyl členem A-týmu | Nebyl členem A-týmu | Nebyl členem A-týmu | Nebyl členem A-týmu | Nebyl členem A-týmu | Nebyl členem A-týmu | Nebyl členem A-týmu | Nebyl členem A-týmu | Nebyl členem A-týmu | Nebyl členem A-týmu | Nebyl členem A-týmu | Nebyl členem A-týmu | Nebyl členem A-týmu |
| Milan Škoda      |                     |   |   | v o l n o |                     |                     |                     |                     |                     |                     |                     |                     |                     |                     |                     |                     |                     |                     |                     |                     |                     |                     |                     | v o l n o |                     |                     |                     |                     |                     |                     |                     |                     |                     |                     |                     |                     |                     |                     |                     |                     |                     |                     |
| Dávid Škutka     |                     |   |   | v o l n o |                     |                     |                     |                     |                     |                     |                     |                     |                     |                     |                     |                     |                     |                     | 2                   |                     |                     |                     |                     | v o l n o | Nebyl členem A-týmu | Nebyl členem A-týmu | Nebyl členem A-týmu | Nebyl členem A-týmu | Nebyl členem A-týmu | Nebyl členem A-týmu | Nebyl členem A-týmu | Nebyl členem A-týmu | Nebyl členem A-týmu | Nebyl členem A-týmu | Nebyl členem A-týmu | Nebyl členem A-týmu | Nebyl členem A-týmu | Nebyl členem A-týmu | Nebyl členem A-týmu | Nebyl členem A-týmu | Nebyl členem A-týmu | Nebyl členem A-týmu |
| Vojtěch Štěpán   |                     |   |   | v o l n o |                     |                     |                     |                     |                     |                     |                     |                     |                     |                     |                     |                     |                     |                     |                     |                     |                     |                     |                     | v o l n o | Nebyl členem A-týmu | Nebyl členem A-týmu | Nebyl členem A-týmu | Nebyl členem A-týmu | Nebyl členem A-týmu | Nebyl členem A-týmu | Nebyl členem A-týmu | Nebyl členem A-týmu | Nebyl členem A-týmu | Nebyl členem A-týmu | Nebyl členem A-týmu | Nebyl členem A-týmu | Nebyl členem A-týmu | Nebyl členem A-týmu | Nebyl členem A-týmu | Nebyl členem A-týmu | Nebyl členem A-týmu | Nebyl členem A-týmu |
| Luboš Tusjak     |                     |   |   | v o l n o | Nebyl členem A-týmu | Nebyl členem A-týmu | Nebyl členem A-týmu | Nebyl členem A-týmu | Nebyl členem A-týmu | Nebyl členem A-týmu | Nebyl členem A-týmu | Nebyl členem A-týmu | Nebyl členem A-týmu | Nebyl členem A-týmu | Nebyl členem A-týmu | Nebyl členem A-týmu | Nebyl členem A-týmu | Nebyl členem A-týmu | Nebyl členem A-týmu | Nebyl členem A-týmu | Nebyl členem A-týmu | Nebyl členem A-týmu | Nebyl členem A-týmu | v o l n o |                     |                     |                     |                     |                     |                     |                     |                     |                     |                     |                     |                     |                     |                     |                     |                     |                     |                     |
| Jiří Vondráček   |                     |   |   | v o l n o |                     |                     |                     |                     |                     |                     |                     |                     |                     |                     |                     |                     |                     |                     |                     | 3                   | 1                   |                     |                     | v o l n o | Nebyl členem A-týmu | Nebyl členem A-týmu | Nebyl členem A-týmu | Nebyl členem A-týmu | Nebyl členem A-týmu | Nebyl členem A-týmu | Nebyl členem A-týmu | Nebyl členem A-týmu | Nebyl členem A-týmu | Nebyl členem A-týmu | Nebyl členem A-týmu | Nebyl členem A-týmu | Nebyl členem A-týmu | Nebyl členem A-týmu | Nebyl členem A-týmu | Nebyl členem A-týmu | Nebyl členem A-týmu | Nebyl členem A-týmu |

Poslední úprava: konec ročníku.

Poznámky: zelená barva znamená účast v utkání (pokud je tmavší, hráč už v ročníku nastoupil k soutěžnímu utkání v "A-týmu"); tučné číslo v rámečku (pokud je) udává počet vstřelených branek v utkání; symbol  u brankáře udává čisté konto.

## Zápasy v sezoně 2013/14

### Letní přípravné zápasy
Zdrojem jsou oficiální stránky klubu
| Datum        | Soupeř             | Místo      | Výsledek | Střelci Slavie                                      |
| ------------ | ------------------ | ---------- | -------- | --------------------------------------------------- |
| 10/ 07/ 2013 | FK Králův Dvůr     | Karlštejn  | 3–0      | 68', 84' Červený, 18' Peterka                       |
| 14/ 07/ 2013 | SK Kladno          | Tuchlovice | 2–1      | 39' Zámečník, 51' Škutka                            |
| 17/ 07/ 2013 | FK Slavoj Vyšehrad | Xaverov    | 4–1      | 8' Liška, 64' Malcharek, 70' Štedronský, 87' Veselý |
| 23/ 07/ 2013 | FK Admira Praha    | Kobylisy   | 3–1      | 10' Prošek, 73' Liška, 81' Hrubý                    |

### Zimní přípravné zápasy
| Datum        | Soupeř          | Místo           | Výsledek | Střelci Slavie                            |
| ------------ | --------------- | --------------- | -------- | ----------------------------------------- |
| 10/ 01/ 2014 | FC MAS Táborsko | UMT Eden, Praha | 0-2      |                                           |
| xx/ 01/ 2014 | MŠK Žilina B    | Slovensko       | 0-0      |                                           |
| xx/ 02/ 2014 | FC Chomutov     |                 | 6-1      |                                           |
| 10/ 02/ 2014 | FK Admira Praha | UMT Eden, Praha | 4-3      | 15' 45' Prošek, 38' Verner, 41' Vondráček |
| 23/ 02/ 2014 | HFK Třebíč      | UMT Eden, Praha | 2-0      | 42' Červenka, 89' Peterka                 |

### Souhrn působení v soutěžích
| Soutěž         | Fáze startu | Momentální pozice/ kolo | Konečná pozice/ kolo | První zápas       | Poslední zápas |
| -------------- | ----------- | ----------------------- | -------------------- | ----------------- | -------------- |
| Juniorská liga | —           | —                       | 1. místo             | 29. července 2013 | 5. června 2014 |

Poslední úprava: konec ročíku.

### Juniorská liga
Hlavní článek: Juniorská liga 2013/14

#### Ligová tabulka
| Poř. | Tým               | Z  | V  | R | P  | VG  | OG | B  |
| ---- | ----------------- | -- | -- | - | -- | --- | -- | -- |
| 1.   | SK Slavia Praha   | 40 | 27 | 5 | 8  | 103 | 42 | 86 |
| 2.   | FC Zbrojovka Brno | 40 | 26 | 6 | 8  | 82  | 42 | 84 |
| 3.   | FK Mladá Boleslav | 40 | 24 | 4 | 12 | 85  | 43 | 76 |
| 4.   | FC Slovan Liberec | 40 | 24 | 3 | 13 | 68  | 51 | 75 |
| 5.   | 1. FK Příbram     | 40 | 23 | 5 | 12 | 95  | 56 | 74 |

Poslední úprava: konec ročníku.

Vysvětlivky: Z = Zápasy; V = Výhry; R = Remízy; P = Prohry; VG = Vstřelené góly; OG = Obdržené góly; B = Body.
| Celkem | Celkem | Celkem | Celkem | Celkem | Celkem | Celkem | Celkem | Doma | Doma | Doma | Doma | Doma | Doma | Venku | Venku | Venku | Venku | Venku | Venku |
| Z      | V      | R      | P      | VG     | OG     | GR     | Body   | V    | R    | P    | VG   | OG   | Body | V     | R     | P     | VG    | OG    | Body  |
| ------ | ------ | ------ | ------ | ------ | ------ | ------ | ------ | ---- | ---- | ---- | ---- | ---- | ---- | ----- | ----- | ----- | ----- | ----- | ----- |
| 40     | 26     | 6      | 8      | 103    | 42     | +61    | 84     | 14   | 3    | 3    | 63   | 22   | 45   | 13    | 2     | 5     | 40    | 20    | 41    |

Poslední úprava: konec ročníku.

#### Kolo po kole
| Kolo     | 1 | 2  | 3  | 4  | 5  | 6  | 7  | 8  | 9  | 10 | 11 | 12 | 13 | 14 | 15 | 16 | 17 | 18 | 19 | 20 | 21 | 22 | 23 | 24 | 25 | 26 | 27 | 28 | 29 | 30 | 31 | 32 | 33 | 34 | 35 | 36 | 37 | 38 | 39 | 40 | 41 | 42 |
| -------- | - | -- | -- | -- | -- | -- | -- | -- | -- | -- | -- | -- | -- | -- | -- | -- | -- | -- | -- | -- | -- | -- | -- | -- | -- | -- | -- | -- | -- | -- | -- | -- | -- | -- | -- | -- | -- | -- | -- | -- | -- | -- |
| Hřiště   | D | V  | D  |    | D  | V  | D  | V  | D  | V  | D  | V  | D  | V  | V  | D  | V  | D  | V  | D  | V  | D  | V  |    | V  | D  | V  | D  | V  | D  | V  | D  | V  | D  | D  | V  | D  | V  | D  | V  | D  | V  |
| Výsledek | V | P  | P  | V  | P  | P  | V  | V  | P  | V  | V  | R  | V  | V  | V  | V  | V  | V  | V  | V  | V  | R  | V  | R  | P  | V  | P  | V  | V  | V  | R  | P  | R  | V  | V  | V  | V  | V  | V  | V  |    |    |
| Pozice   | 3 | 13 | 15 | 16 | 14 | 15 | 17 | 15 | 13 | 15 | 12 | 10 | 11 | 6  | 5  | 4  | 4  | 3  | 3  | 1  | 1  | 1  | 1  | 1  | 1  | 1  | 3  | 2  | 3  | 2  | 2  | 1  | 1  | 3  | 3  | 2  | 2  | 2  | 2  | 2  | 2  | 1  |

Poslední úprava: Konec ročníku.

Hřiště: D = Domácí; V = Venkovní. Výsledek: V = Výhra; P = Prohra; R = Remíza

#### Podzimní část
| 1. kolo 29. července 2013 | SK Slavia Praha     | 2 – 0 | FC Zbrojovka Brno | Areál Na Chvalech, Praha |  |
| 17.00 SELČ | Prošek 67' Duga 90' |       |                   | Rozhodčí: Mokrusch       |  |
| Poznámky: Sestava: Hrubeš - Dostál, Čepelák, Zákostelský (C), Bejbl - Hrubý (78. Liška), Salašovič, Bazal (71. Veselý) - Prošek (85. Zámečník), Vondráček (90. Duga), Hurka (62. Peterka) |                     |       |                   |                          |  |

| 2. kolo 1. srpna 2013 | FK Varnsdorf                  | 2 – 0 | SK Slavia Praha | Varnsdorf         |  |
| 17.00 SELČ | Ruzsó 42' Řehák 90' (+1), vl' |       |                 | Rozhodčí: Vlasjuk |  |
| Poznámky: Sestava: Řehák - Herc, Kolařík, Zákostelský (K), Bejbl - Bazal (61. Peterka), Čepelák (70. Salašovič), Hrubý - Prošek (73. Zámečník), Vondráček (76. Liška), Hurka (61. Veselý). |                               |       |                 |                   |  |

| 3. kolo 4. srpna 2013 | SK Slavia Praha       | 2 – 3 | AC Sparta Praha                              | Areál Na Chvalech, Praha |  |
| 15.00 SELČ | Smolák 12' Prošek 22' |       | 39' Diallo 66' (pen) Čevoš 90' (+2) Matoušek | Rozhodčí: Nenadál        |  |
| Poznámky: Sestava: Hrubeš – Smolák, Zákostelský, Čepelák, Bejbl – Bazal, Duga (72. Zámečník), Hrubý (57. Veselý) - Prošek (87. Verner), Vondráček (60. Liška), Hurka (60. Peterka). |                       |       |                                              |                          |  |

| 5. kolo 12. srpna 2013 | SK Slavia Praha                | 3 – 1 | FK Fotbal Třinec | Areál Na Chvalech, Praha |  |
| 14.00 SELČ | Prošek 1' Bazal 4' Peterka 66' |       | 79' Christu      | Rozhodčí: Štěrba         |  |
| Poznámky: Sestava: Hrubeš – Smolák, Dobrotka (61.Verner), Zákostelský, Hurka – Čepelák - Prošek (84.Duga), Hrubý, Šimeček (76.Veselý), Bazal (17.Peterka) – Vondráček (63.Liška). |                                |       |                  |                          |  |

| 6. kolo 20. srpna 2013 | Bohemians Praha 1905                   | 4 – 2 | SK Slavia Praha      | Uhříněves, Praha   |  |
| 15.00 SELČ | Klavík 19', 82' Žaloudek 36' Nerad 41' |       | 47' Verner 49' Liška | Rozhodčí: Žaloudek |  |
| Poznámky: Sestava: Hrubeš - Smolák, Čepelák, Zákostelský, Čonka – Verner – Prošek (90. Peterka), Hrubý (46.Liška), Šimeček, Hurka (75. Poběrežský) – Vondráček. |                                        |       |                      |                    |  |

| 7. kolo 26. srpna 2013 | SK Slavia Praha        | 2 – 6 | FC Hradec Králové                                 | Areál Na Chvalech, Praha |  |
| 17.00 SELČ | Peterka 14' Verner 73' |       | 40', 44', 77' Voltr 30' Kraják 60' Krčál 86' Pago | Rozhodčí: Černý          |  |
| Poznámky: Sestava: Hrubeš – Herc, Čepelák, Souček, Bejbl – Prošek (66. Zámečník), Verner, Hrubý, Duga (46. Veselý), Peterka (79. Poběrežský) – Vondráček. |                        |       |                                                   |                          |  |

| 8. kolo 2. září 2013 | SK Sigma Olomouc | 1 – 3 | SK Slavia Praha                 | Olomouc           |  |
| 17.00 SELČ | Varadi 38'       |       | 8' Prošek 35' Hrubý 52' Kolařík | Rozhodčí: Nenadál |  |
| Poznámky: Sestava: Hrubeš – Nitrianský, Kolařík, Čepelák, Bejbl - Verner, Gecov, Hrubý - Prošek (C), Vondráček (70. Vyhnal), Peterka (90. Smolák). |                  |       |                                 |                   |  |

| 9. kolo 9. září 2013 | SK Slavia Praha                 | 4 – 0 | FK Baumit Jablonec | Areál Na Chvalech, Praha |  |
| 17.00 SELČ | Peterka 6', 21' Prošek 13', 69' |       |                    | Rozhodčí: Jílek          |  |
| Poznámky: Sestava: Hrubeš – Smolák, Čepelák, Zákostelský, Čonka – Hrubý, Salašovič, Verner (85. Veselý) – Prošek (80. Zámečník), Škoda, Peterka (83. Poběrežský). |                                 |       |                    |                          |  |

| 10. kolo 16. září 2013 | 1. FC Slovácko                 | 2 – 0 | SK Slavia Praha | Uherské Hradiště           |  |
| 16.30 SELČ | Štünhubel 44' Martan 90' (pen) |       |                 | Diváci: 60 Rozhodčí: Mikel |  |
| Poznámky: Sestava: Soukup - Smolák, Šofranac, Zákostelský, Čepelák - Hrubý (79. Liška), Salašovič, Šimeček, Bazal (89. Zámečník) - Vyhnal, Peterka (84. Verner) |                                |       |                 |                            |  |

| 11. kolo 19. září 2013 | SK Slavia Praha                    | 3 – 2 | 1. FK Příbram          | Areál Na Chvalech, Praha   |  |
| 16.00 SELČ | Bejbl 21' Prošek 65' Salašovič 85' |       | 22' Barák 50' Brandner | Diváci: 75 Rozhodčí: Zeman |  |
| Poznámky: Sestava: Hrubeš – Smolák (69. Verner), Šofranac, Čepelák, Bejbl – Bazal (59. Salašovič), Hrubý (82. Zákostelský), Šimeček - Prošek, Peterka, Vondráček (53. Vyhnal) |                                    |       |                        |                            |  |

| 12. kolo 23. září 2013 | FK Mladá Boleslav       | 2 – 3 | SK Slavia Praha               | Mladá Boleslav                |  |
| 15.00 SELČ | Klobása 26' Vraštil 40' |       | 2' Lička 13' Fenin 83' Verner | Diváci: 300 Rozhodčí: Kovařík |  |
| Poznámky: Sestava: Hrubeš (46. Řehák) – Čepelák, Bortel, Neves, Hurka – Salašovič, Šimeček (79. Hrubý) – Prošek (76. Verner), Lička (88. Vondráček), Štěpán – Fenin. |                         |       |                               |                               |  |

| 13. kolo 30. září 2013 | SK Slavia Praha | 1 – 1 | FK Teplice | Areál Na Chvalech, Praha         |  |
| 16.00 SELČ | Koreš 62'       |       | 52' Čajić  | Diváci: 100 Rozhodčí: Ochotnický |  |
| Poznámky: Sestava: Řehák – Herc, Čepelák, Kolařík, Smolák – Salašovič - Lička (46. Hrubý), Koreš - Prošek (83. Verner, Vyhnal (76. Liška) Hurka (74. Bazal) |                 |       |            |                                  |  |

| 14. kolo 7. října 2013 | 1. SC Znojmo | 0 – 3 | SK Slavia Praha                    | Znojmo                        |  |
| 15.00 SELČ |              |       | 7' Vyhnal 68' Kolařík 90' Zámečník | Diváci: 34 Rozhodčí: Zadinová |  |
| Poznámky: Sestava: Řehák – Herc, Verner, Kolařík, Smolák, Hrubý, Bazal (74. Veselý), Peterka (86. Zámečník), Salašovič, Čepelák, Vyhnal. |              |       |                                    |                               |  |

| 15. kolo 14. října 2013 | FK Dukla Praha | 0 – 5 | SK Slavia Praha                              | Praha                           |  |
| 14.00 SELČ |                |       | 25', 55' Vyhnal 42', 64' Bazal 47' Salašovič | Diváci: 200 Rozhodčí: Ardeleánu |  |
| Poznámky: Sestava: Řehák – Herc, Zákostelský (c), Čepelák, Smolák (78. Bejbl) – Salašovič, Verner – Bazal (82. Zámečník ), Hrubý (66. Vondráček), Peterka (74. Poběrežský) – Vyhnal (86. Liška). |                |       |                                              |                                 |  |

| 16. kolo 21. října 2013 | SK Slavia Praha                   | 3 – 0 | FC MAS Táborsko | Areál Na Chvalech, Praha       |  |
| 15.30 SELČ | Vyhnal 27' Bazal 67' Smolák 90+1' |       |                 | Diváci: 112 Rozhodčí: Mokrusch |  |
| Poznámky: Sestava: Soukup – Herc, Čepelák, Kolařík, Smolák – Bazal (88. Zámečník), Verner, Šimeček, Hrubý (85. Vondráček), Hurka (59. Peterka) – Vyhnal (84. Liška). |                                   |       |                 |                                |  |

| 17. kolo 28. října 2013 | FC Vysočina Jihlava | 0 – 2 | SK Slavia Praha                 | Jihlava                    |  |
| 13.00 SEČ |                     |       | 12' Verner 62'Kolařík 78' Hrubý | Diváci: 60 Rozhodčí: Berka |  |
| Poznámky: Sestava: Soukup – Herc, Verner (63. Vondráček), Smolák (46. Bejbl), Hurka, Hrubý, Šimeček, Vyhnal (89. Liška), Peterka (85. Zámečník), Kolařík, Čepelák (c). |                     |       |                                 |                            |  |

| 18. kolo 4. listopadu 2013 | SK Slavia Praha    | 2 – 0 | FC Viktoria Plzeň | Areál Na Chvalech, Praha     |  |
| 14.00 SEČ | Herc 40' Hrubý 47' |       |                   | Diváci: 50 Rozhodčí: Nenadál |  |
| Poznámky: Sestava: Řehák – Herc, Čepelák, Zákostelský, Čonka – Bazal (83. Peterka), Vondráček (88. Liška), Verner, Hrubý R., Hurka (81. Zámečník) – Vyhnal. |                    |       |                   |                              |  |

| 23. kolo 7. listopadu 2013 | AC Sparta Praha | 0 – 0 | SK Slavia Praha | Strahov, Praha     |  |
| 12.00 SEČ |                 |       |                 | Rozhodčí: Pechanec |  |
| Poznámky: Sestava: Řehák – Herc, Čepelák, Zákostelský, Bejbl (46. Zámečník) – Verner – Hurka, Vondráček, Hrubý, Peterka – Vyhnal (46. Liška). |                 |       |                 |                    |  |

| 19. kolo 11. listopadu 2013 | FK Pardubice | 1 – 5 | SK Slavia Praha                                     | Pardubice                 |  |
| 14.00 SEČ | Knotek 62'   |       | 2', 41' Škutka 79' Čepelák 84' Kolařík 90' Zámečník | Diváci: 50 Rozhodčí: Kubr |  |
| Poznámky: Sestava: Řehák – Herc, Čepelák, Kolařík, Čonka – Šimeček, Verner, Hrubý (80. Vondráček), Bazal (83. Zámečník) – Škutka (62. Liška), Hurka (62. Peterka). |              |       |                                                     |                           |  |

| 20. kolo 18. listopadu 2013 | SK Slavia Praha                                     | 7 – 1 | FC Slovan Liberec | Areál Na Chvalech, Praha       |  |
| 13.30 SEČ | Vondráček 22', 27', 41' Mac 16', 45' Liška 60', 63' |       | 76' Kmoníček      | Diváci: 100 Rozhodčí: Zadinová |  |
| Poznámky: Sestava: Řehák – Herc, Mac, Zákostelský, Bejbl – Zámečník (59. Poběrežský), Verner (62. Duga), Hrubý (67. Batka), Vondráček, Peterka (73. Möglich) – Vyhnal (46. Liška). |                                                     |       |                   |                                |  |

| 21. kolo 25. listopadu 2013 | FC Baník Ostrava | 1 – 4 | SK Slavia Praha                         | Ostrava                    |  |
| 11.00 SEČ | Šašinka 5'       |       | 36', 49' Vyhnal 59' Vondráček 66' Hurka | Diváci: 50 Rozhodčí: Marek |  |
| Poznámky: Sestava: Řehák – Herc, Mac, Zákostelský, Bejbl – Peterka, Hrubý (86. Liška), Vondráček, Verner, Hurka (79. Zámečník) – Vyhnal (88. Batka). |                  |       |                                         |                            |  |

| 22. kolo 2. prosince 2013 | SK Slavia Praha                                                | 6 – 0 | FK Varnsdorf | Areál Na Chvalech, Praha |  |
| 13.00 SEČ | Vyhnal 22', 50' Hrubý 41' Peterka 55' Bazal 66' Poběrežský 86' |       |              | Rozhodčí: Černý          |  |
| Poznámky: Sestava: Řehák – Herc, Mac, Zákostelský, Bejbl – Bazal (76. Poběrežský), Verner, Šimeček (61. Vondráček), Hrubý (69. Veselý), Hurka (46. Peterka) – Vyhnal (69. Liška). |                                                                |       |              |                          |  |

#### Jarní část
| 25. kolo 3. března 2014 | FK Fotbal Třinec | 0 – 2 | SK Slavia Praha    | Třinec                        |  |
| 13.00 SEČ |                  |       | 4' Mac 34' Peterka | Diváci: 60 Rozhodčí: Machálek |  |
| Poznámky: Sestava: Hrubeš – Mac, Verner, Kolařík, Smolák, Čonka, Červenka (84. Liška), Mensah, Peterka, Šimeček, Vondráček (74. Zámečník). |                  |       |                    |                               |  |

| 26. kolo 10. března 2014 | SK Slavia Praha    | 1 – 1 | Bohemians Praha 1905 | Areál Na Chvalech, Praha    |  |
| 14.30 SEČ | Červenka 47' (pen) |       | 34' Havel            | Diváci: 200 Rozhodčí: Berka |  |
| Poznámky: Sestava: Hrubeš – Smolák, Pelikán, Mac, Prosek – Peterka, Šimeček, Verner, Zámečník (60. Sodoma) – Vondráček (87. Liška) – Červenka. |                    |       |                      |                             |  |

| 27. kolo 17. března 2014 | FC Hradec Králové | 1 – 0 | SK Slavia Praha | Hradec Králové                   |  |
| 13.00 SEČ | Dvořák 81'        |       |                 | Diváci: 110 Rozhodčí: Ochotnický |  |
| Poznámky: Sestava: Řehák – Dostál, Mac, Verner (84. Liška), Souček, Čonka, Červenka, Prošek (82. Vondráček), Mensah (70. Frejlach), Peterka (76. Zámečník), Prosek. |                   |       |                 |                                  |  |

| 28. kolo 24. března 2014 | SK Slavia Praha       | 2 – 1 | SK Sigma Olomouc | Areál Na Chvalech, Praha     |  |
| 14.00 SEČ | Souček 56' Sodoma 90' |       | 30' Falta        | Diváci: 70 Rozhodčí: Nenadál |  |
| Poznámky: Sestava: J. Řehák – Prosek, Kolařík, Souček, Čonka – Verner, Šimeček – Smolák (46. Zámečník), Vondráček (59. Frejlach), Sodoma – Červenka. |                       |       |                  |                              |  |

| 29. kolo 31. března 2014 | FK Baumit Jablonec            | 3 – 1 | SK Slavia Praha | Jablonec nad Nisou             |  |
| 14.00 SELČ | Ledecký 10', 65' Okleštěk 72' |       | 58' Vondráček   | Diváci: 100 Rozhodčí: Pechanec |  |
| Poznámky: Sestava: Hrubeš – Bejbl, Mac, Verner, Kolařík, Červenka, Mensah, Šimeček (79. Liška), Vondráček, Zámečník, Prosek. |                               |       |                 |                                |  |

| 30. kolo 3. dubna 2014 | SK Slavia Praha                                                | 6 – 0 | 1. FC Slovácko | Areál Na Chvalech, Praha       |  |
| 15.00 SELČ | Vondráček 6', 43' Červenka 15' (pen), 19' Prosek 38' Bejbl 41' |       |                | Diváci: 100 Rozhodčí: Pechanec |  |
| Poznámky: Sestava: Řehák – Bejbl, Verner (60. Frejlach), Červenka (60. Liška), Pelikán, Mensah, Čepelák, Šimeček (46. Salašovič), Vondráček (76. Mac), Zámečník (60. Smolák), Prosek. |                                                                |       |                |                                |  |

| 31. kolo 7. dubna 2014 | 1. FK Příbram | 0 – 1 | SK Slavia Praha | Příbram                       |  |
| 13.00 SELČ |               |       | 35' Šimeček     | Diváci: 60 Rozhodčí: Melichar |  |
| Poznámky: Sestava: Rakovan – Prosek, Čepelák, Kolařík, Bejbl – Verner (66. Salašovič), Šimeček – Zámečník (76. Liška), Vondráček, Mensah (76. Smolák) – Červenka. |               |       |                 |                               |  |

| 32. kolo 14. dubna 2014 | SK Slavia Praha                                            | 4 – 1 | FK Mladá Boleslav   | Areál Na Chvalech, Praha       |  |
| 16.30 SELČ | Hrubeš 55' Sodoma 60' Červenka 65' (pen), 89' Zámečník 90' |       | 59' (pen) Kateřiňák | Diváci: 100 Rozhodčí: Zadinová |  |
| Poznámky: Sestava: Hrubeš – Smolák, Čepelák, Kolařík, Bejbl – Eschmann (46. Červenka), Salašovič, Vondráček (57. Řehák), Verner, Tusjak (85. Zámečník) – Sodoma. |                                                            |       |                     |                                |  |

| 33. kolo 21. dubna 2014 | FK Teplice     | 1 – 1 | SK Slavia Praha         | Teplice                      |  |
| 10.30 SELČ | Bratanovič 52' |       | 31' Zámečník 55' Verner | Diváci: 200 Rozhodčí: Svatík |  |
| Poznámky: Sestava: Řehák – Bejbl, Verner, Kolařík, Smolák, Mensah (46. Peterka), Salašovič, Čepelák, Šimeček, Vondráček (77. Liška), Zámečník. |                |       |                         |                              |  |

| 34. kolo 25. dubna 2014 | SK Slavia Praha           | 2 – 3 | 1. SC Znojmo                    | Areál Na Chvalech, Praha      |  |
| 17.00 SELČ | Vondráček 22' Peterka 63' |       | 31' Stáňa 52' Janák 54' Pokorný | Diváci: 100 Rozhodčí: Nenadál |  |
| Poznámky: Sestava: Hrubeš – Bejbl (86. Mac), Souček, Sodoma (76. Liška), Eschmann (54. Peterka), Salašovič, Čepelák, Šimeček, Vondráček (64. Mensah), Zámečník, Prosek. |                           |       |                                 |                               |  |

| 35. kolo 1. května 2014 | SK Slavia Praha | 1 – 1 | FK Dukla Praha | Areál Na Chvalech, Praha     |  |
| 17.00 SELČ | Zámečník 75'    |       | 26' Tetour     | Diváci: 200 Rozhodčí: Houdek |  |
| Poznámky: Sestava: Rakovan – Bejbl (46. Zámečník), Verner, Kolařík, Čonka, Peterka, Salašovič (46. Liška), Čepelák, Šimeček, Vondráček, Prošek (67. Smolák). |                 |       |                |                              |  |

| 36. kolo 5. května 2014 | FC MAS Táborsko | 1 – 2 | SK Slavia Praha        | Tábor                      |  |
| 17.00 SELČ | Civić 13'       |       | 62' Zámečník 83' Liška | Diváci: 100 Rozhodčí: Orel |  |
| Poznámky: Sestava: Hrubeš – Verner, Kolařík, Tusjak, Červenka (18. Liška), Prošek (59. Zámečník), Dobrotka, Peterka, Čepelák, Šimeček (81. Salašovič), Vondráček. |                 |       |                        |                            |  |

| 37. kolo 12. května 2014 | SK Slavia Praha                                             | 6 – 0 | FC Vysočina Jihlava | Areál Na Chvalech, Praha   |  |
| 17.00 SELČ | Prošek 2', 18', 45' Eschmann 21' Vondráček 43' Zámečník 90' |       |                     | Diváci: 85 Rozhodčí: Lerch |  |
| Poznámky: Sestava: Řehák – Bejbl, Dobrotka, Kolařík (41. Smolák), Čepelák – Peterka (60. Mensah), Vondráček (56. Salašovič), Verner, Zmrhal, Prošek (46. Zámečník) – Eschmann (56. Liška). |                                                             |       |                     |                            |  |

| 38. kolo 19. května 2014 | FC Viktoria Plzeň | 0 – 1 | SK Slavia Praha  | Plzeň                          |  |
| 17.00 SELČ |                   |       | 20' (pen) Verner | Diváci: 150 Rozhodčí: Melichar |  |
| Poznámky: Sestava: Řehák – Bejbl, Kodr, Verner, Kolařík, Peterka (86. Jankto), Salašovič, Čepelák, Šimeček (76. Mensah), Vondráček (81. Liška), Zámečník. |                   |       |                  |                                |  |

| 42. kolo 22. května 2014 | FC Zbrojovka Brno | 1 – 2 | SK Slavia Praha       | Brno              |  |
| 15.00 SELČ | Dvořák 29'        |       | 68' Šimeček 75' Liška | Rozhodčí: Caletka |  |
| Poznámky: Sestava: Hrubeš – Bejbl, Kodr, Verner, Kolařík, Peterka (80. Jankto), Salašovič, Čepelák, Šimeček, Vondráček (60. Liška), Zámečník. |                   |       |                       |                   |  |

| 39. kolo 26. května 2014 | SK Slavia Praha         | 2 – 0 | FK Pardubice | Areál Na Chvalech, Praha |  |
| 17.00 SELČ | Šimeček 20' Kolařík 60' |       |              | Rozhodčí: Jech           |  |
| Poznámky: Sestava: Hrubeš – Tusjak, Kolařík, Souček, Čepelák – Peterka (13. Mensah), Šimeček, Vondráček, Verner, Zámečník (78. Jankto) – Eschmann (46. Liška). |                         |       |              |                          |  |

| 40. kolo 2. června 2014 | FC Slovan Liberec | 0 – 3 | SK Slavia Praha             | Liberec                    |  |
| 13.00 SELČ | Vojtěšek 27'      |       | 29' Šimeček 70', 86' Sodoma | Diváci: 196 Rozhodčí: Orel |  |
| Poznámky: Sestava: Řehák – Čepelák, Souček, Kolařík, Bejbl – Zámečník, Salašovič (76. Prošek), Šimeček, Sodoma (86. Smolák) – Verner (66. Liška), Vondráček. |                   |       |                             |                            |  |

| 41. kolo 5. června 2014 | SK Slavia Praha                               | 4 – 1 | FC Baník Ostrava | Areál Na Chvalech, Praha |  |
| 15.00 SELČ | Vondráček 5' Sodoma 15', 64' Verner 54' (pen) |       | 12' Šašinka      | Rozhodčí: Vít            |  |
| Poznámky: Sestava: Řehák – Čepelák, Kolařík, Souček, Bejbl – Zámečník (68. Valenta), Šimeček (68. Prosek), Verner, Salašovič, Sodoma (77. Mensah) – Vondráček (58. Liška). |                                               |       |                  |                          |  |

1. 1 2  Kolo bylo předehráno